# ハミール・シング2世
ハミール・シング2世（Hamir Singh II, 1762年 - 1778年1月6日）は、北インドのラージャスターン地方、メーワール王国の君主（在位：1773年 - 1788年）。

## 生涯
1762年、メーワール王国の君主アリ・シング2世の息子として、ウダイプルで誕生した。
1773年3月、父王アリ・シング2世が死亡したことにより、王位を継承した。
1778年1月6日、ハミール・シング2世はウダイプルで死亡し、弟のビーム・シングが王位を継承した。